# Lumbricus terrestris
Lumbricus terrestris este o specie de viermi roșiatici, de mari dimensiuni, nativi pentru Europa, dar, în prezent, de asemenea, se întâlnesc la scară largă și în alte părți din jurul lumii (împreună cu alte câteva lumbricidae), ca urmare a introducerilor umane. În unele zone în care acesta a fost introdus, unii oameni consideră specia respectivă ca fiind una dăunătoare, deoarece este mai „competitivă” decât viermii nativi.